# Préveranges
Préveranges – miejscowość i gmina we Francji, w Regionie Centralnym, w departamencie Cher.
Według danych na rok 1990 gminę zamieszkiwały 772 osoby, a gęstość zaludnienia wynosiła 20 osób/km² (wśród 1842 gmin Regionu Centralnego Préveranges plasuje się na 504. miejscu pod względem liczby ludności, natomiast pod względem powierzchni na miejscu 191.).